# Psych Onation
Psych Onation är en svensk rockgrupp, bildad 2005 av Vilavion Hagman (sång), Petter Lantz (bas), Jonas Sjöholm (gitarr) och Marcus Nowak (trummor).
Gruppen släppte sitt första studioalbum Symphony of Death 2006.

## Medlemmar
- Vilavion Hagman – sång
- Petter Lantz – basgitarr
- Marcus Nowak – trummor
- Jonas Sjöholm – gitarr

## Diskografi
Studioalbum
- 2006 – Symphony of Death

Singlar
- 2006 – "Mr. President"
- 2006 – "Livin' Dead"